# Liste der Pfarren im Dekanat Hallein
Das Dekanat Hallein ist ein Dekanat der römisch-katholischen Erzdiözese Salzburg.

## Pfarren mit Kirchengebäuden
| Pfarre                 | Pfarrverband                                                       | Ink.              | Seit    | Patrozinium                            | Kirchengebäude | Bild |
| ---------------------- | ------------------------------------------------------------------ | ----------------- | ------- | -------------------------------------- | --- | ---- |
| Abtenau                | Abtenau – Annaberg – Lungötz – Rußbach am Paß Gschütt              | Sankt Peter (OSB) | 13. Jh. | Hl. Blasius                            | Pfarrkirche Abtenau Filialkirche Mühlrain, Filialkirche Radochsberg, Filialkirche Rigaus-Voglau, Greinwaldkirchlein                                         |      |
| Adnet                  | Adnet – Bad Vigaun - Krispl                                        |                   | 1856    | Hll. Stephanus und Laurentius          | Pfarrkirche Adnet |      |
| Annaberg               | Abtenau – Annaberg – Lungötz – Rußbach am Paß Gschütt              | Sankt Peter (OSB) | 1903    | Hl. Anna                               | Pfarrkirche Annaberg im LammertalFilialkirche Lungötz |      |
| Dürrnberg              | Dürrnberg – Hallein – Neualm-St. Josef – Rehhof – Rif-St. Albrecht |                   | 1857    | Mariä Himmelfahrt                      | Pfarr- und Wallfahrtskirche DürrnbergKapelle Kuranstalt Dürrnberg                                                                                           |      |
| Golling an der Salzach | Golling an der Salzach – Kuchl                                     |                   | 1856    | Hl. Johannes der Täufer                | Pfarrkirche Golling an der Salzach Filialkirche Scheffau, Wallfahrtskirche Torren, Kapelle in der Burg Golling, Wallfahrts- und Filialkirche Maria Brunneck |      |
| Hallein                | Dürrnberg – Hallein – Neualm-St. Josef – Rehhof – Rif-St. Albrecht |                   | 1193    | Hl. Anton                              | Pfarrkirche Hallein Leprosenhauskapelle Kaltenhausen |      |
| Krispl                 | Adnet – Bad Vigaun - Krispl                                        |                   | 1870    | Hll. Petrus und Paulus                 | Pfarrkirche Krispl |      |
| Kuchl                  | Golling an der Salzach – Kuchl                                     |                   | 1230    | Hll. Maria und Pankraz                 | Pfarrkirche Kuchl Filialkirche St. Georg am Georgenberg |      |
| Hallein-Neualm         | Dürrnberg – Hallein – Neualm-St. Josef – Rehhof – Rif-St. Albrecht |                   | 1998    | Hl. Josef der Arbeiter                 | Pfarrkirche Hallein-Neualm |      |
| Oberalm                | Oberalm – Puch – St. Jakob am Thurn                                |                   | 1907    | Hl. Stephan                            | Pfarrkirche Oberalm |      |
| Puch bei Hallein       | Oberalm – Puch – St. Jakob am Thurn                                |                   | 1930    | Mariä Geburt                           | Pfarrkirche Puch bei Hallein |      |
| Hallein-Rehhof         | Dürrnberg – Hallein – Neualm-St. Josef – Rehhof – Rif-St. Albrecht |                   | 1955    | Unsere Liebe Frau Königin des Weltalls | Pfarrkirche Hallein-Rehhof |      |
| Rußbach am Paß Gschütt | Abtenau – Annaberg – Lungötz – Rußbach am Paß Gschütt              | Sankt Peter (OSB) | 1903    | Hl. Kreuz                              | Pfarrkirche Rußbach am Paß Gschütt |      |
| St. Jakob am Thurn     | Oberalm – Puch – St. Jakob am Thurn                                |                   | 1891    | Hl. Jakobus der Ältere                 | Pfarrkirche St. Jakob am Thurn |      |
| St. Koloman            |                                                                    |                   | 1858    | Hl. Koloman                            | Pfarrkirche Sankt KolomanWilhelmskapelle |      |
| Bad Vigaun             | Adnet – Bad Vigaun - Krispl                                        |                   | 1848    | Hl. Dionysius                          | Pfarrkirche Bad VigaunFilialkirche hl. Margaretha |      |

## Dekanat Hallein
Das Dekanat umfasst 14 Pfarren und 2 Seelsorgestellen. Die Pfarren bilden 5 Pfarrverbände.

## Dechanten
- Johann Baptist Wichtlhuber (1793–1872)
- Johann Rasp
- Richard Schwarzenauer
- Johann Schreilechner